# 오야촌 (이시카와현)
오야촌(大屋村)은 이시카와현 후게시군에 설치되었던 촌이다.